# Gianna Terribili-Gonzales
Gianna Terribili-Gonzales, née à Marino le 5 mars 1882 et morte à Rome le 8 octobre 1940, est une actrice italienne du cinéma muet.

## Biographie
Avec Francesca Bertini, Lyda Borelli, Leda Gys et plusieurs autres, elle est l'une des stars du cinéma muet italien. Elle commence sa carrière en 1908 et acquiert une renommée internationale en 1913 en jouant le rôle de Cléopâtre dans Marc-Antoine et Cléopâtre. Elle interprète au total près d'une cinquantaine de films entre 1911 et 1926. D'autres rôles comprennent Anna Petrowna dans le film du même titre de 1916 et Messaline dans le film de 1924.
Son dernier film connu est L'ultimo lord d'Augusto Genina (1926). Après sa retraite du cinéma, elle s'est mariée et a eu cinq enfants.

## Filmographie partielle
- 1911 : Ali Baba d'Enrico Guazzoni
- 1911 : La Jérusalem délivrée d'Enrico Guazzoni
- 1911 : Brutus d'Enrico Guazzoni
- 1912 : Le Pays qui fermente (Nella terra che divampa) d'Enrico Guazzoni
- 1913 : Marc-Antoine et Cléopâtre d'Enrico Guazzoni
- 1913 : La Jérusalem délivrée d'Enrico Guazzoni
- 1913 : Le Repentir d'une mère d'Enrico Guazzoni
- 1913 : Sa belle-sœur d'Enrico Guazzoni
- 1914 : Jules César d'Enrico Guazzoni
- 1914 : Scuola d'eroi d'Enrico Guazzoni
- 1924 : Messaline (Messalina) d'Enrico Guazzoni